# أكيكو
أكيكو (باليابانية: 亜希子؛ بالكانا: あきこ) هي مغنية وممثلة يابانية، ولدت في 18 أغسطس 1989 في تشيبا في اليابان.

## وصلات خارجية
- الموقع الرسمي
- أكيكو على موقع IMDb (الإنجليزية)
- أكيكو على موقع ميوزك برينز (الإنجليزية)
- أكيكو على موقع قاعدة بيانات الفيلم (الإنجليزية)